# Tunnel urbain

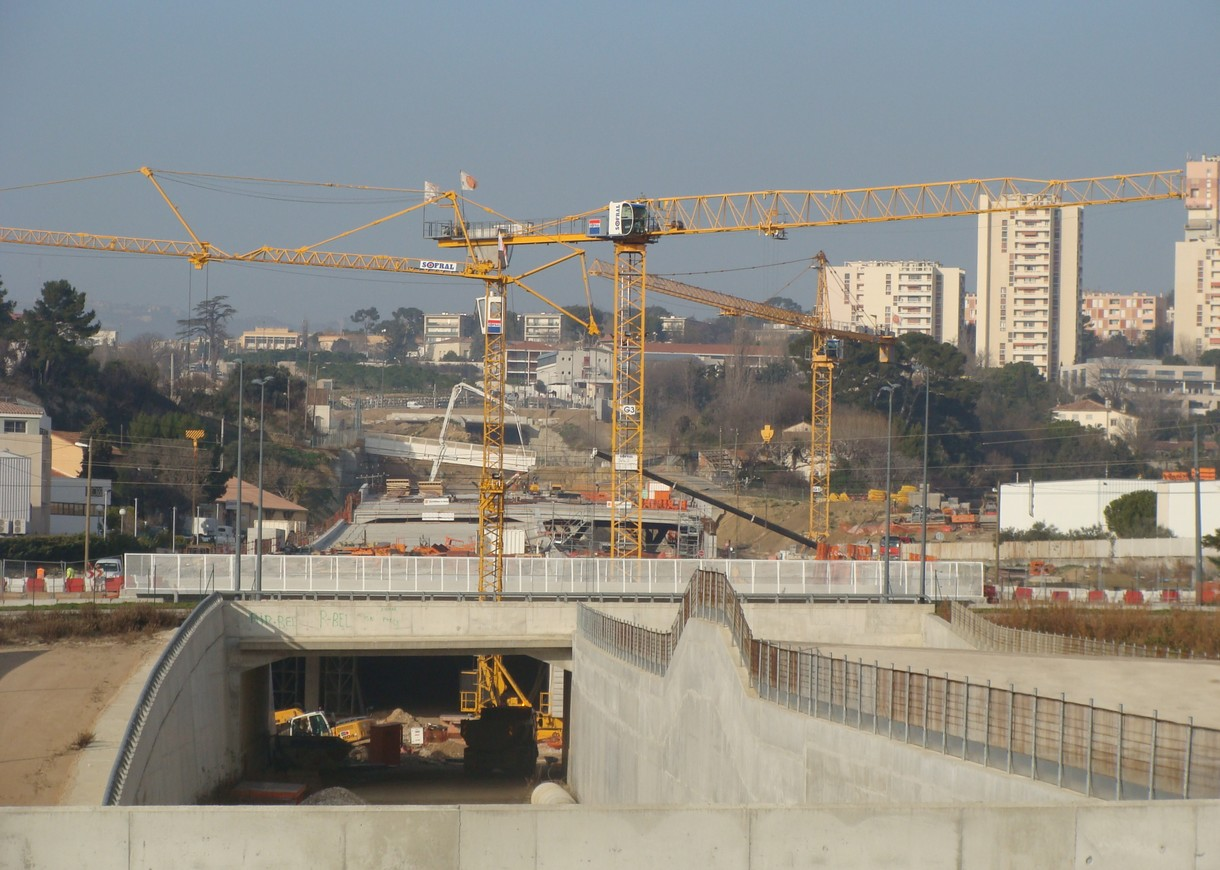
travaux pour la tranchée couverte de la rocade L2 à Marseille

Un tunnel urbain est un tunnel construit pour permettre à un axe de transport de traverser une zone urbanisée sans couper le tissu urbain alors que le relief n'impose pas forcément la construction d'un tunnel. 
Les tunnels urbains les plus connus sont ceux des chemins de fer métropolitain (appelés plus simplement métro) qui permettent le transit rapide des personnes dans les grosses agglomérations, qui ne sont pas repris dans la liste ci-dessous. D'autres tunnels sont construits pour faire passer des autoroutes ou des voies ferrées, en particulier des lignes à grande vitesse.
Ces tunnels sont souvent construits en tranchée couverte et proche du sol.
D'autre part, avec les plans d'urbanisme, de nouveaux tunnels urbains sont construits par la couverture d'axes de transport existants, principalement pour limiter la pollution et le fractionnement du tissu urbain.
Plusieurs tunnels ont été construits ces dernières années dans des villes d'Europe :
- Île-de-France : le tunnel Duplex A86 (10 km), un tunnel monotube deux étages ;
- Malmö : le Citytunneln (ferroviaire, 6 km) ;
- Dublin : le tunnel du Port de Dublin (4,5 km) ;
- Stockholm : le tunnel Södra Länken (4,5 km) ;
- Toulon : le tunnel de Toulon (3,5 km) ;
- Moscou : le tunnel Lefortovo (3,2 km) ;
- Rome : le tunnel Giovanni XXIII (2,9 km) ;
- Bruxelles : le tunnel Léopold II (2,7 km) et le tunnel de Kortenberg (2,1 km) ;
- Marseille: le tunnel Prado-Carénage (2,5 km), Prado Sud (2 km), Vieux Port (1,5 km), la Major et Joliette (2 km) ;
- Angers: le tunnel d'Avrillé (1,7 km) ;
- Île-de-France : l’un des ouvrages les plus fréquentés d'Europe, le tunnel du Landy (1,3 km) ;
- Alger: le tunnel des Facultés à Alger-Centre (120 m).